# Дуглас (округ, Миссури)
Округ Дуглас (англ. Douglas County) — округ штата Миссури, США. Население округа на 2009 год составляло 13 608 человек. Административный центр округа — город Эйва.

## История
Округ Дуглас основан в 1857 году.

## География
Округ занимает площадь 2110.8 км2.

## Демография
Согласно оценке Бюро переписи населения США, в округе Дуглас в 2009 году проживало 13 608 человек. Плотность населения составляла 6.4 человек на квадратный километр.